# 肯纳贝克县 (缅因州)
肯纳贝克县（英語：Kennebec County）是位于美国缅因州的一个郡，面積2,247平方公里。根據2020年美國人口普查，共有人口12萬3,642人。县治奥古斯塔。該縣成立於1799年。